# Julian Valarino
Julian John Valarino (Gibraltar, 23 de junio de 2000) es un futbolista gibraltareño que juega como centrocampista en el Lincoln Red Imps F. C. y en la selección de fútbol de Gibraltar.

## Trayectoria
Valarino debutó en el Lincoln Red Imps en 2019, pero permaneció en el equipo juvenil durante los dos años siguientes hasta que fichó por el Lynx en calidad de cedido en enero de 2021. Sus actuaciones le valieron su primera convocatoria con la selección nacional, con la que marcó un gol en nueve partidos. En agosto de 2021, volvió a salir cedido, esta vez al St Joseph's. Marcó un doblete en su debut, una victoria por 4-1 sobre su antiguo equipo Lynx, el 16 de octubre de 2021.

## Selección nacional
Valarino debutó como internacional con Gibraltar el 24 de marzo de 2021 contra Noruega.